# Kangerlussuaq (fjord i Grönland, Sermersooq, lat 68,42, long -32,43)
Kangerlussuaq är en fjord i Grönland (Kungariket Danmark).   Den ligger i kommunen Sermersooq, i den centrala delen av Grönland, 900 km nordost om huvudstaden Nuuk.